# Зборовське (Лодзинське воєводство)
Зборовське (пол. Zborowskie) — село в Польщі, у гміні Здунська Воля Здунськовольського повіту Лодзинського воєводства.
Населення — 144 особи (2011).
У 1975-1998 роках село належало до Серадзького воєводства.

## Демографія
Демографічна структура станом на 31 березня 2011 року:
|          | Загалом | Допрацездатний вік | Працездатний вік | Постпрацездатний вік |
| -------- | ------- | ------------------ | ---------------- | -------------------- |
| Чоловіки | 77      | 20                 | 49               | 8                    |
| Жінки    | 67      | 16                 | 36               | 15                   |
| Разом    | 144     | 36                 | 85               | 23                   |